# Cyclopicina sirenkoi
Cyclopicina sirenkoi is een eenoogkreeftjessoort uit de familie van de Cyclopicinidae. De wetenschappelijke naam van de soort is voor het eerst geldig gepubliceerd in 1997 door Martínez Arbizu.